# 너티 프로페서 (1963년 영화)
너티 프로페서(The Nutty Professor)는 미국에서 제작된 제리 루이스 감독의 1963년 코미디, 멜로/로맨스, SF 영화이다. 제리 루이스 등이 주연으로 출연하였고 어니스트 D. 글럭스맨 등이 제작에 참여하였다.
로버트 루이스 스티븐슨의 1886년 소설 지킬 박사와 하이드 씨의 패러디 작품이다.

## 출연

### 주연
- 제리 루이스
- 스텔라 스티븐스
- 델 무어

### 조연
- 캐슬린 프리먼
- 하워드 모리스
- 엘비아 알먼

## 제작진
- 협력프로듀서: 아서 P. 슈미트
- 의상: 에디스 헤드